# Bree (Terra Mitjana)
Bree era una població de la Terra Mitjana en l'obra de J.R.R. Tolkien. Aquest poble estava situat en una cruïlla de camins: el Camí Verd que enllaçava Góndor i Ròhan amb Àrnor i la Carretera Est-Oest que connectava Rivendell amb Mithlond. Era la capital del País de Bree, una mena de comarca, que també incloïa els pobles de Combe, Archet i Estandill. La població de Bree i de tots aquests pobles estava composta per homes i hòbbits.
Dins la vila s'hi trobava la taverna d'El Cavallet Presumit, regentada per la familia Oliu des de temps immemorials.
Per Bree van passar-hi les tribus de hòbbits procedents de Rhovanion, s'hi van trobar en Gàndalf i en Thorin i hi van passar els hòbbits Frodo, Sam, Pippin i Meriadoc Brandiboc. Fou allí on el Portador de l'Anell es trobà amb l'Àragorn, que el condüí fins a Imladris.